# ČD-Baureihe 151
Die Lokomotiven der ČD-Baureihe 151 entstanden von 1996 bis 2002 durch Umbau aus Maschinen der Reihe 150 (bis 1988 E 499.2). Bereits 1992 wurde die 150 020 auf eine Höchstgeschwindigkeit von 160 km/h umgebaut, die Arbeiten zur Rekonstruktion begannen aber erst 1994. Ziele dieser Rekonstruktion waren eine Erhöhung der Zuverlässigkeit im Betrieb und eine Senkung des Wartungsaufwandes. Die Ordnungsnummern blieben dabei erhalten. Auf Grund ihrer inzwischen etwas verschwindenden Lackierung haben die Lokomotiven den Spitznamen Banana erhalten. Sie gehören zum Typ Škoda 65E.

## Technische Merkmale

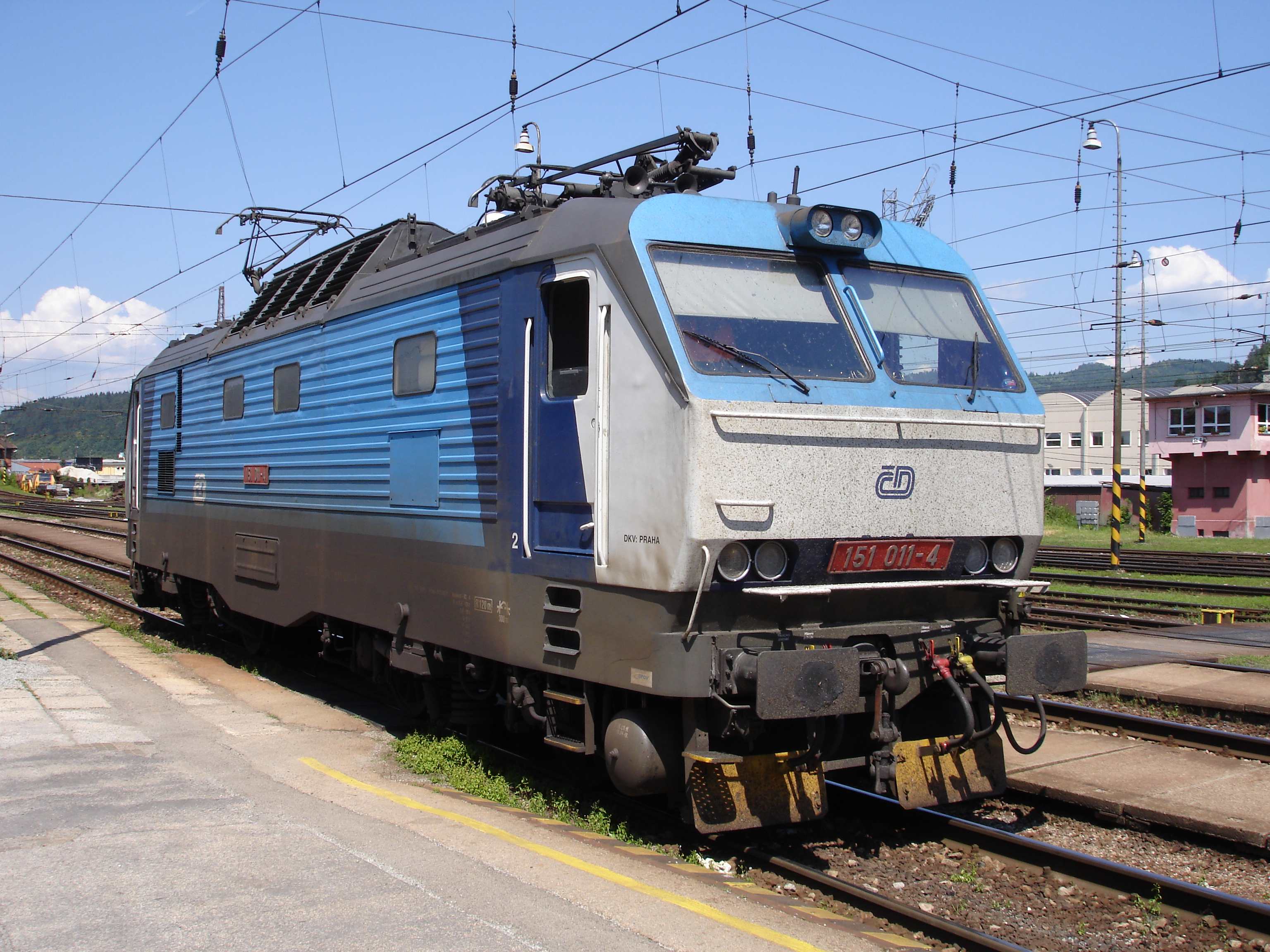
151 011 im aktuellen „Najbrt-Design“ in Žilina (2013)

Der wesentlichste Unterschied zur Reihe 150 ist die geänderte Übersetzung, die eine Höchstgeschwindigkeit von 160 km/h ermöglicht. Die elektrische Widerstandsbremse ist in drei Stufen schaltbar und wirkt bis auf eine Geschwindigkeit von 25 km/h herab. Sie ist auch bei Schnellbremsungen wirksam. Die Lokomotive besitzt einen mikroprozessorgesteuerten Gleitschutz. Einige der Fahrzeuge wurden mit Monoblockrädern anstatt der bisher üblichen bereiften Speichenräder ausgerüstet.

## Einsatz

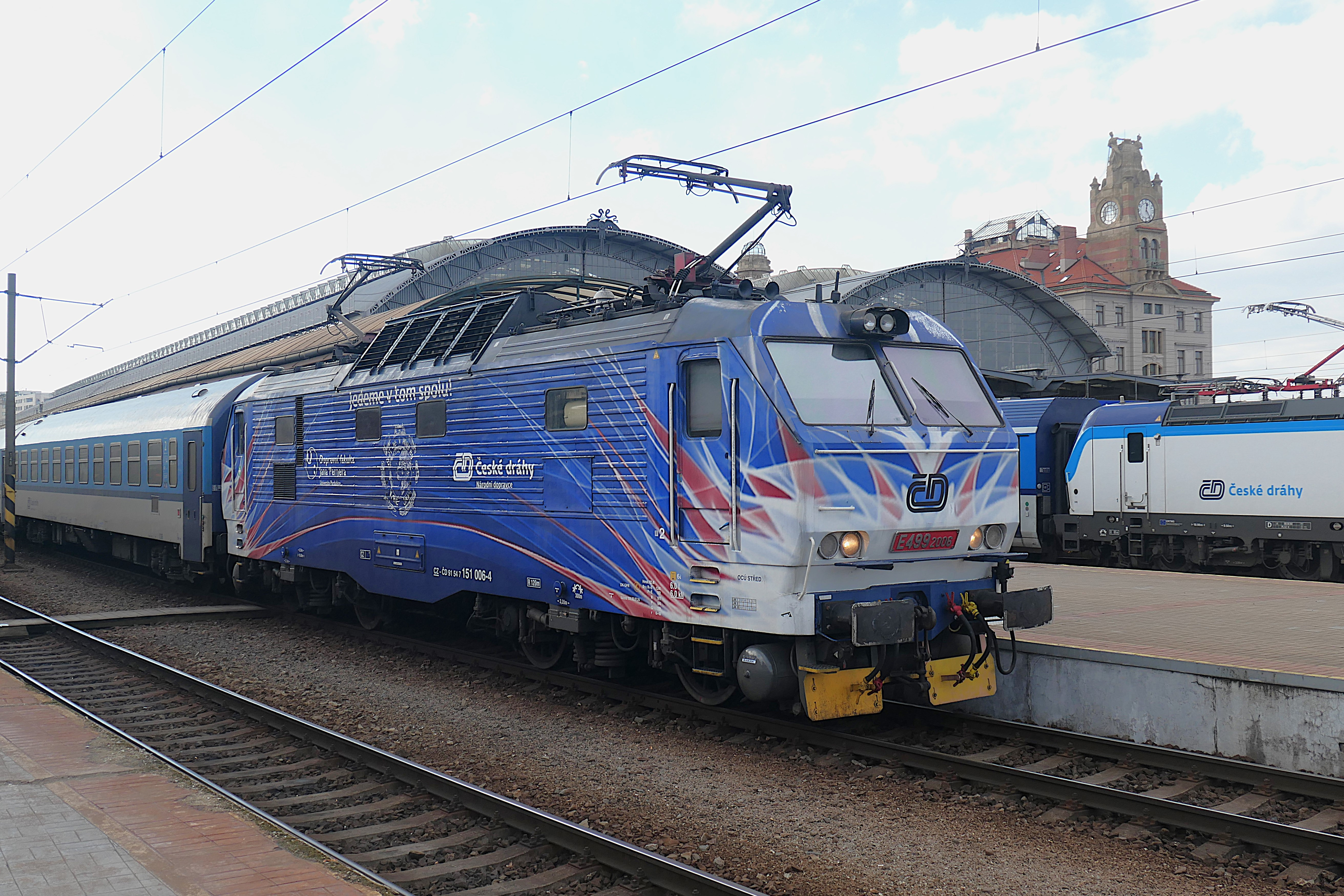
151 006 im Februar 2025 vor dem Schnellzug Praha hlavní nádraží – Děčín h.l.n.

Die Lokomotiven werden vorzugsweise vor den schnellfahrenden Zügen in der Relation Praha–Bohumín–Žilina eingesetzt, da diese Strecke durchgehend mit 3 kV Gleichspannung elektrifiziert ist. Einige Lokomotiven sind mit Fahrzeuggeräten des Zugbeeinflussungssystems ETCS Level 2 als Ergänzung zum vorhandenen LS 90 ausgerüstet.
Aufgrund der stufenweisen Einführung von ETCS und Umbau der elektrifizierten Bahnstrecken von 3 kV Gleich- auf 25 kV Wechselspannung verlieren diese Lokomotiven ihr Einsatzgebiet. Sie werden nicht mit ETCS aufgerüstet und werden laut Plan im Jahr 2024 zunehmend abgestellt.
Am 24. Januar 2024 ist die Lokomotive 151.020 bei einem Unfall an einem Wegübergang auf der Bahnstrecke Břeclav–Petrovice u Karviné bei Dolní Lutyně irreparabel beschädigt worden.
Anfang 2025 kann man im Depot Děčín h.l.n. einige Lokomotiven der Reihe im Najbrt-Farbkonzept der ČD abgestellt sehen. Zum Einsatz vorgesehen sind sie für den Schnellzug Praha hlavní nádraží – Děčín h.l.n. Der Einsatz der Reihe ist solange auf dieser Strecke vorgesehen, bis auf diesen Diensten ein ausführlicher Einsatz von mit ETCS-ausgerüsteten Fahrzeugen erforderlich ist. Außerdem verkehren auf dieser Linie Lokomotiven der Reihe 371.